# Clase Fletcher
La Clase Fletcher fue una clase de destructores de la Armada de los Estados Unidos, que alcanzó las 175 unidades entre 1942 y 1944. Fueron construidos por varios astilleros en los Estados Unidos para su servicio en la Segunda Guerra Mundial, y algunos sirvieron durante la guerra de Corea e incluso en la guerra de Vietnam. Muchos de estos fueron vendidos a algunos países contra los que combatió como Italia, Alemania y Japón, así como otras armadas.

## Historia
La clase Fletcher fue la clase de destructores más grande ordenada y se convirtió en uno de los más exitosos y populares. Comparado con otras clases construidas por la Armada estadounidense, fue dotado con un armamento más poderoso. El incremento en el desplazamiento permitió un mayor armamento tanto en cantidad como en peso.
EE. UU. se planteaba la posibilidad de entrar en la guerra y la mayor parte de la flota estaba obsoleta, ya que databa de la Primera Guerra Mundial. Los nuevos buques de guerra y los portaaviones necesitaban destructores de escolta rápidos y potentes. Los clase Fletcher se diseñaron libres de las obligaciones del Tratado Naval de Londres de 1936. Se buscaba mejorar las anteriores clases de destructores norteamericanos y ser capaz de superar a los modernos destructores japoneses. El resultado fue un destructor de unas 2.500 toneladas. Gracias a su libre diseño los buques lograron combinar autonomía y navegabilidad. Eran buques rápidos y maniobreros por su rol de escolta de portaaviones, acorazados y cruceros. El diseño de cubierta corrida también proporcionó un excelente comportamiento marinero. Contaban con una estructura fuerte para soportar ondas de choque o impactos directos en acciones de guerra. Para garantizar su supervivencia se tuvo en cuenta la experiencia en combate contra submarinos alemanes y contaba con numerosos compartimentos estancos, con unas 210 cuadernas y sin portillos en la obra muerta.
Sin restricción de tonelaje alguna su armamento era potente: cañones de 127 mm., cañones antiaéreos de 40 y de 20 mm., hasta 10 tubos lanzatorpedos de 533 mm., morteros antisubmarinos de tipo K, cargas de profundidad y en algún caso embarcaban un hidroavión de reconocimiento.
Para finales de 1940 se habían encargado 100 buques clase Fletcher. Cuando EE. UU. entró en guerra se pidieron 75 más. Para poder cumplir el encargo la producción se repartió en 11 astilleros diferentes. El cabeza de serie estuvo listo en marzo de 1942. El último destructor entró en servicio el 2 de septiembre de 1944.
Durante la Segunda Guerra Mundial la artillería antiaérea se incrementó consiguiendo cinco cañones dobles de 40 mm más siete cañones de 20 mm en 1945. Dado que fue el primer destructor en contar con radar desde la construcción todos los barcos se equiparon con un CIC (centro de información de combate), para mejorar el análisis y la coordinación de toda la información de combate. Dado el peligro de los aviones japoneses 53 destructores vieron reforzadas sus defensas antiaéreas, se desmontó un montaje de tubos lanzatorpedos para instalar una plataforma elevada de dirección de tiro para dos montajes de cañones cuádruples Bofors de 40 mm. que sustituyeron los montajes sencillos y se unieron a tres montajes dobles. Adicionalmente se incrementaron los cañones de 20 mm. Otros fueron reconvertidos para cazar submarinos, se les montó un mortero ASW o un Hedgehog reemplazando la pieza alta de proa. Con la experiencia de los primeros combates del Pacífico se modificó el diseño de los buques.
Casi todos los Fletcher sirvieron en el Pacífico, donde su gran autonomía era un punto a su favor.
Fueron un éxito en la US Navy, ya que combatieron eficazmente tanto contra buques de superficie como aviones y submarinos. Diecinueve se perdieron en combate durante la guerra y los restantes se mandaron a la reserva al finalizar la guerra. En noviembre de 1942 destructores clase Fletcher se enfrentaron a los japoneses en combate por primera vez. El 1 de febrero de 1943 el USS De Haven se hundió en las islas Salomón, la primera baja entre los Fletcher. Entre abril y julio de 1945 11 destructores clase Fletcher fueron hundidos por kamikazes en la batalla de Okinawa. 
Con la participación de los Estados Unidos en la guerra de Corea muchos regresaron al servicio activo. Durante esta etapa 39 fueron reacondicionados reduciendo el total de su armamento y el número de tubos de torpedo. Unos instalaron Hedgehogs, una nueva tecnología en el combate de submarinos que se utilizaba para complementar las cargas de profundidad.
Con la Guerra Fría varias unidades se modificaron como destructores antisubmarinos, equipados con las últimas armas, y estuvieron en servicio hasta bien avanzada la década de 1970. El programa FRAM (Fleet Rehabilitation and Modernization) incluyó solo 3 destructores clase Fletcher. Anteriormente 18 destructores fueron convertidos en antisubmarinos en 1948.
Muchos de los barcos fueron vendidos a otras armadas a mediados de los años 50 incluyendo a: Argentina (5), Brasil (7), Chile (2), Colombia (1), Grecia (6), Italia (3), Japón (2), México (2), Perú (2), Corea del Sur (3), España (5), Taiwán (4), Turquía (5),y Alemania Occidental (6).
Los buques no cedidos a Armadas "amigas" fueron desmantelados en los años 1970s. El último Fletcher en servicio el USS John Rodgers o BAM Cuitlahuac, fue dado de baja por la Armada de México en 2002. Pero fue comprado por Beauchamp Tower Corp., una pequeña fundación sin fines de lucro con sede en Florida, a fines de 2006 con el propósito declarado de regresarlo a los Estados Unidos con la intención de restaurarlo y ser habilitado como un "Museo flotante" en Mobile, Alabama. Pero estos planes fracasaron, y el John Rodgers fue amarrado sin vigilancia en un muelle en el Puerto  Lázaro Cárdenas, México, acumulando más de $ 2 millones en gravámenes y multas por remolque y transporte no remunerado. El gobierno mexicano en 2008 anunció planes para confiscarlo y el 2 de agosto de 2010, declaró que el buque era propiedad abandonada al igual que una "amenaza para la navegación en el puerto", ordenando que fuera desguazado. El barco fue desmantelado en el puerto de Lázaro Cárdenas a partir de septiembre de 2010, y el trabajo se completó en abril de 2011.
Otros cuatro barcos se preservaron como barcos-museo:
- USS Cassin Young (DD-793), en Boston, Massachusetts
- USS The Sullivans (DD-537), en Buffalo, Nueva York
- USS Kidd (DD-661), en Baton Rouge, Luisiana
- AT Velos (D16) antiguamente USS Charrette (DD-581) en Falero, Grecia.

### Destructores vendidos a México
- ARM Cuauhtémoc (E-01) ex USS Harrison DD-573, 1968-1982.
- ARM Cuitlahuac (E-02) ex USS John Rodgers DD-574, 1970-2001.

Ambos destructores fueron vendidos a México durante 1968 y 1970. El ARM Cuauhtémoc (E-01) fue dado de baja y desmantelado en 1982, mientras que el ARM Cuitlahuac (E-02) fue dado de baja hasta 2001, siendo este el último Destructor Clase Fletcher en ser retirado.

### Destructores vendidos a Argentina
Los destructores vendidos, en dos tandas, a la Armada Argentina, fueron destinados al sur del país en a fines de 1978, en preparación para la Operación Soberanía, por el conflicto del Beagle. Argentina y Chile estuvieron a punto de enfrentarse, la oportuna intervención del Papa Juan Pablo II evitó la inminente guerra entre ambas naciones. Los buques en servicio para la Guerra de las Malvinas, entre abril y junio de 1982 participaron en el desembarco para la reconquista de las islas. Fueron dados de baja tras la guerra, desmantelados y vendidos o utilizados como blancos para ejercicios con misiles y torpedos con munición de combate, donde resultaron hundidos.
Los destructores vendidos fueron los siguientes:
- ARA Almirante Brown (D-20) ex USS Heermann DD-532, 1962-1979.
- ARA Espora (D-21) ex USS Dortch DD-670, 1962-1979.
- ARA Rosales (D-22) ex USS Stembel DD-644, 1962-1981.
- ARA Almirante Domecq García (D-23) ex USS Braine DD-630, 1971-1982.
- ARA Almirante Storni (D-24) ex USS Cowell DD-547, 1971-1979.

### Destructores vendidos a Brasil
La Clase Pará de destructores de la Marina Brasileña fueron 7 navíos de la Clase Fletcher que fueron comisionados entre 1959 a 1990 y recibidos gracias a acuerdos con los Estados Unidos. Fueron renombrados con los nombres de Estados de la Federación:
- Pará (D-27) ex USS Guest (aquisición 5 Jun 1959,hundido como blanco en 23 Feb 1983).
- Paraíba (D-28) ex USS Bennett (aquisición en 15 Dec 1959, desguazado en 1978).
- Paraná (D-29) ex USS Cushing (aquisición en 20 Jul 1961, desguazado en 1982).
- Pernambuco (D-30) ex USS Hailey (aquisición en 20 Jul 1961, hundido como blanco en 1982).
- Piauí (D-31) ex USS Lewis Hancock (aquisición en 1 Ago 1967, desguazado en 1989).
- Santa Catarina (D-32) ex USS Irwin (aquisición el 10 de mayo de 1968, hundido como blanco en 1990).
- Maranhão (D-33) ex USS Shields (aquisición en 1 Jul 1972, desguazado en 1990).

### Destructores vendidos a España
Los cinco destructores de la Clase Fletcher que llegaron a España gracias a los acuerdos de 1953 con Estados Unidos, eran conocidos en la Armada Española como «Los Cinco Latinos», y fueron renombrados como Clase Lepanto con los siguientes nombres:
- Lepanto (D-21) ex USS Capps DD-550.
- Almirante Ferrándiz (D-22) ex USS Taylor DD-551.
- Almirante Valdés (D-23) ex USS Converse DD-509.
- Alcalá Galiano (D-24) ex USS Jarvis DD-799.
- Jorge Juan (D-25) ex USS McGowan DD-678.

Formaron la 21.ª Escuadrilla de Destructores, con base en Cartagena (España) y a partir de 1980 fueron transferidos a las Fuerzas de Vigilancia Marítima, prestando servicio como patrulleros de altura hasta el final de sus días en activo.